# Jørgen Jørgensen (filosof)
 Der er flere personer med dette navn, se Jørgen Jørgensen.
Jens Jørgen Frederik Theodor Jørgensen (født 1. april 1894 i Haderup ved Skive, død 30. juli 1969 på Københavns Amtssygehus i Gentofte) var en dansk filosof og professor.
Han var søn af sognepræst Peter Jørgensen (1864-1901) og hustru Sophie født Møller (1867-1930), blev student fra Sorø Akademi 1912, mag.art. i filosofi 1918, var sekretær i Jern- og Metalindustriens Sammenslutning 1919-26 og blev professor i filosofi ved Københavns Universitet 1926, hvilket han var til 1964.
Han vandt Universitetets guldmedalje for filosofisk prisopgave 1913 og Videnskabernes Selskabs guldmedalje for filosofisk prisopgave 1924. 1964 fik han G.E.C. Gads Fonds Hæderspris og 1966 æresdoktorgraden ved Københavns Universitet.
Han var formand for Folkeuniversitetsudvalget fra 1939 og for Landsforeningen til Samvirke mellem Danmark og Sovjetunionen fra 1950 samt for landsforeningens Københavnsafdeling fra 1951. Medlem af Institut International de Philosophie fra 1937.
Han tilsluttede sig Wienerkredsen og logisk positivisme, som opløste sig selv i slutningen af 1930'erne. Jørgen Jørgensens kommunistiske tilhørsforhold, skabte ham en del kritik og modstand i sin filosofiske karriere. I hans arbejder kan også ses en konflikt mellem hans positivistiske holdning på den ene side og den marxistiske holdning på den anden. Hans dobbelte position blev i vid udstrækning videreført af Johannes Witt-Hansen.
Han blev gift 24. maj 1922 med Krista Kjær (8. maj 1900 i Odense - 27. april 1965 i København), datter af arkitekt Hjalmar Kjær og hustru Astrid f. Blichfeldt.
Han er begravet på Bispebjerg Kirkegård.

## Værker af Jørgen Jørgensen
- Henri Bergsons Filosofi i Omrids (1917)
- Paul Natorp som Repræsentant for den kritiske Idealisme (1918)
- Filosofiske Forelæsninger (1926)
- Filosofiens og Opdragelsens Grundproblemer (1928)
- Filosofiens Udvikling i den nyere Tid (1931)
- A Treatise of Formal Logic, I-III (1931)
- Aktuelle Stridsspørgsmaal (1931)
- medarbejder ved samleværket What would be the character of a new war? (1931)
- Tænkt og Talt. (Thought and Spoken) København: Levin & Munksgaards Forlag 1934.
- Bertrand Russell (1935)
- Er Gud en Virkelighed? (sammen med stiftsprovst P. Brodersen, 1935)
- "Causality and Quantum Mechanics", Theoria, 1, 1937, pp. 115–17.
- Træk af Deduktionsteoriens Udvikling i den nyere Tid (1937)
- Indledning til Logikken og Metodelæren (1942)
- Psykologi paa biologisk Grundlag (1942-46)
- Psykologi paa biologisk grundlag. (Psychology on a Biological Basis) Copenhagen: Munksgaards Forlag 1941-45.
- Det demokratiske Samfund. Grundtræk af en Analyse (1946)
- Den logiske Empirismes Udvikling (1948)
- The Development of Logicai Empiricism (1951)
- Hvad er psykologi? (1955)
- Sandhed, virkelighed og fysikkens metode (1956)
- 1942[1956] Indledning til logikken og metodelæren (Introduction to Logic and Theory of Methods) Copenhagen.
- (1951) The Development of Logical Empiricism. (Series: International Encyclopedia of Unified Science. Vol. 2, no. 9) Chicago: The University of Chicago Press. Trans. from Danish.